# Каракулька (приток Уя)
Каракулька — река в России, протекает по Троицкому району Челябинской области. Устье реки находится в 154 км по левому берегу реки Уй. Длина реки составляет 20 км.

## Данные водного реестра
По данным государственного водного реестра России относится к Иртышскому бассейновому округу, водохозяйственный участок реки — Тобол от истока до впадения реки Уй, без реки Увелька, речной подбассейн реки — Тобол. Речной бассейн реки — Иртыш.

## Населённые пункты
- Шантарино